# 庁南町
庁南町（ちょうなんまち）は、千葉県長生郡（上埴生郡）にかつて存在した町である。現在の長南町の中部に位置している。
1889年の町村制施行に際して上埴生郡武丘村（たけおかむら）として発足するが、翌年には町制を施行して庁南町に改称。1955年、昭和の大合併により廃止され、新設された長南町の一部となった（新設合併）。このため現在の長南町は、同音であるが本町とは異なる自治体である。
本項では前史として、中世に上総武田氏が拠点の庁南城を置き、近世には房総中往還の継立場（宿場町の一種）・在郷町として栄えた長南宿（矢貫村）についても言及する。

## 地理
現在の長南町長南（ちょうなん）・坂本（さかもと）・蔵持（くらもち）の3地区に相当する。

## 歴史

### 前近代
長南地区にある長福寿寺は、延暦17年（799年）に桓武天皇の勅願により最澄によって創建されたと伝えられる古刹である。10世紀に成立した『和名類聚抄』には、坂本・蔵持がそれぞれ埴生郡坂本郷、長柄郡車持郷として見られる。
平安時代末期、令制郡の長柄郡が解体し、その南部に中世的郡郷として「長南郡」という郡名が現れるようになる。この「長南」は「庁南」とも記され、「長南（庁南）荘」や「長南（庁南）郷」といった地名でも呼ばれた。桓武平氏上総氏一族の長南氏（庁南氏）は当地の開発領主と見られる。15世紀半ばには上総武田氏の武田信長が庁南城を築いて居城としており、信長の孫の武田道信は庁南武田氏（長南武田氏）を称した。天正18年（1590年）、武田豊信の時に豊臣秀吉の軍勢によって庁南城は陥落した。
江戸時代、現在の長南地区は「矢貫村」と称していた（ほかに「長南矢貫村」「矢貫郷」「長南郷」などとも呼んでいたという）。矢貫村は房総中往還（大多喜往還）の継立場で、在郷町として栄えた。天明のころ（18世紀後半）の状況として、矢貫村は埴生郡内で唯一の「市場」であり、周辺諸村の人々は物の売り買いのために5日に1度は通っており、「親郷」と心得ていたという。矢貫村の豪農・今関家は、土地を集積し、貸付業や酒造業を手掛けた。今関家には一乗院宮家から許されて建造したという「公家門」と呼ばれる門があり、当時の威信を伝える（建造物「公家門」、史跡「井上藩仮本営跡」として町指定文化財）。

### 近代
明治初年に矢貫村は長南宿と公称した。明治初年には、房総一帯の旧幕府領・旗本領を管轄する房総知県事（安房上総知県事）柴山文平が長南宿の浄徳寺を県庁として使用した。遠江国浜松藩6万石の領地を上総国に移された井上正直（鶴舞藩）は、明治2年（1869年）2月に新領地に入り、長南宿の今関家に居を構えて「仮本営」とし、長福寿寺を仮の藩庁とした（仮藩庁は長福寿寺に置かれたあと浄徳寺に移ったともいう）。井上家は明治3年（1870年）4月は鶴舞（現在の市原市鶴舞）に陣屋が完成するまで当地を藩の拠点とした。
町村制の施行以前、この地域の地方制度は、以下のように変遷した。
|                   | 大区小区制        | 大区小区制         | 郡区町村編制法     | 郡区町村編制法     | 郡区町村編制法 |
| 明治6年（1873年） | 明治9年（1876年） | 明治11年（1878年） | 明治11年（1878年） | 明治17年（1884年） |                |
| ----------------- | ----------------- | ------------------ | ------------------ | ------------------ | -------------- |
| 長南宿            | 第7大区第2小区    | 第7大区第2小区     | 上埴生郡           | 単独で戸長役場設置 | A              |
| 坂本村            | 第7大区第2小区    | 第7大区第3小区     | 上埴生郡           | あ                 | A              |
| 蔵持村            | 第7大区第1小区    | 第7大区第2小区     | 上埴生郡           | い                 | A              |

- あ：坂本村・中善寺村で連合戸長役場を設置
- い：蔵持村・千田村・千手堂村で連合戸長役場を設置
- A：長南宿・蔵持村・坂本村で連合戸長役場を設置

1884年（明治17年）に戸長役場の所轄区域が改定された際に、長南宿・蔵持村・坂本村が1つの連合となった。
1889年（明治22年）の町村制施行の際にこの3宿村が合併して武丘村を編成した。『明治22年千葉県町村分合資料』によれば、旧村の名前の一つを選ぶことを避け、日本武尊が東征の折に太鼓森と呼ばれる丘（長南宿に所在）に陣営を設けたという伝承から「武」「丘」の字を採ったという。
翌1890年（明治23年）、町制施行のうえ庁南町に改称。上総武田氏の居城である庁南城に由来する。。

### 町域の変遷
- 1889年（明治22年）4月1日 - 町村制施行により長南宿、蔵持村、坂本村が合併して上埴生郡武丘村が発足。
- 1890年（明治23年）3月12日 - 武丘村が町制施行のうえ改称して庁南町となる。
- 1897年（明治30年）4月1日 - 長柄郡、上埴生郡が統合されて長生郡となる。
- 1955年（昭和30年）2月11日 - 豊栄村、西村、東村と合併し、長南町を新設。同日庁南町廃止。

## 名所・旧跡

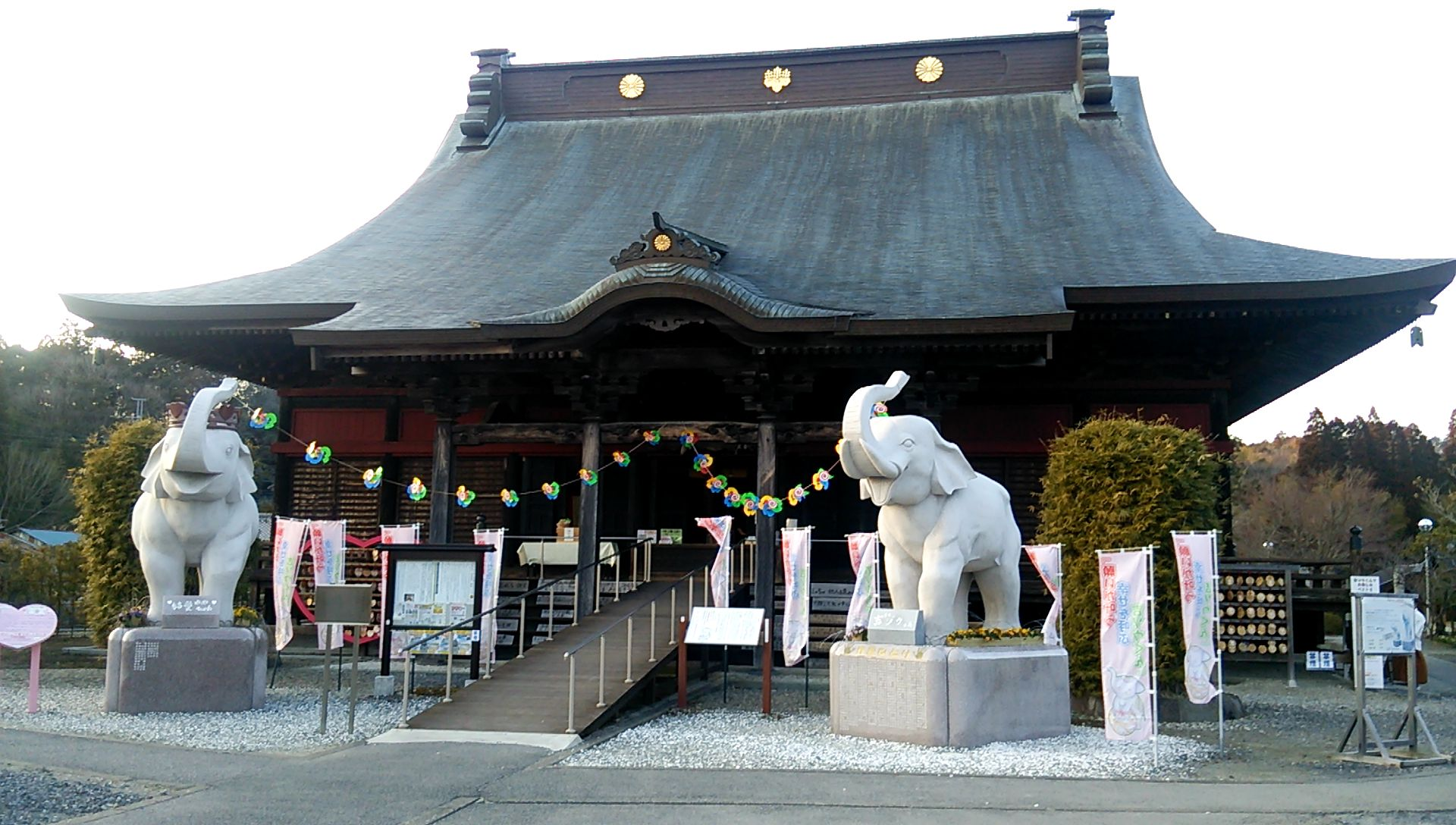
長福寿寺（長南）。2015年撮影

- 長福寿寺（長南 字三途台）[1]
- 大林寺（長南 字武田）[1]
- 白鳥山浄徳寺（長南 字浄徳寺谷）[1]
- 庁南城跡（長南 字中城）[1]
- 法華寺（坂本 字法華谷） - 日蓮宗六老僧の一人日向の墓（日向堂）がある[6]。1970年に藻原寺奥の院となった[17]
- 草取仁王堂（蔵持 字仁王谷）[3][8]
- 朝日の井戸（蔵持 字北谷） - 日蓮ゆかりの井戸[3]
- 土橋平蔵の墓（蔵持 字平蔵岨） - 中世に市原郡の平蔵城を拠点としていた豪族・土橋平蔵の墓とされる[18]

## 交通

### 道路
江戸方面と大多喜・勝浦方面を結ぶ房総中往還（大多喜往還）が通り、長南は継立場として栄えた町である。茂原町と道路（現在の国道409号の前身となる道筋）が接続していたほか、長南宿の南では、上総一宮方面に向かう道も分岐していた。房総中往還には棒坂などの名で呼ばれる難所もあったが、明治時代には改修工事が行われ、新道（現在の千葉県道147号長柄大多喜線）が開通した。
明治初期、短期間ながら当地を支配した鶴舞藩は、長南と新城下鶴舞との間（奥野と深沢の間）が通行困難な山道であったために隧道を開削し、道路（現在の千葉県道171号加茂長南線にあたる道筋）を開通させた。

### 鉄道

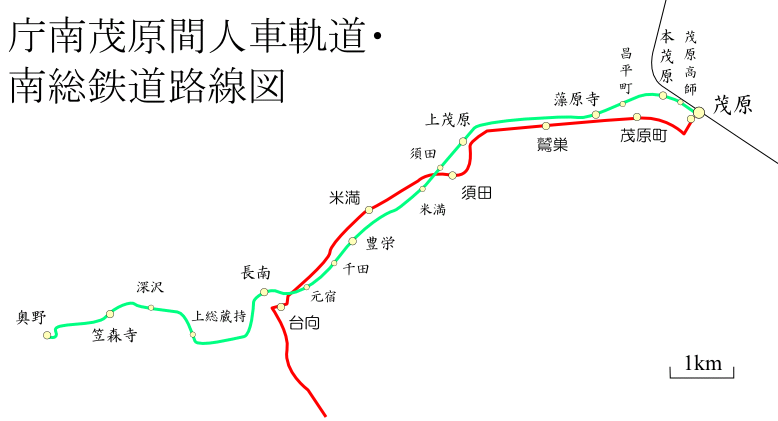
茂原-長南近辺の概略図。赤線は庁南茂原間人車軌道、緑線は南総鉄道、黒線は外房線。

明治後期、茂原町と庁南町の間を結ぶ人車軌道「庁南茂原間人車軌道」が敷設される。庁南町付近で生産されていた叺筵や米の輸送が主目的であったとされ、旅客輸送も行った。1909年（明治42年）の開業時は茂原と台向（現在の長南交差点付近）の区間であったが、1913年（大正2年）には地蔵町（現在の長南町役場北側付近）まで貨物輸輸送路線を延伸した。しかし、1921年（大正10年）に庁南町でも乗合自動車が運行されるなど、自動車交通が台頭する中で1926年（大正15年）に廃止された。
大正中期にはすでに人車軌道が時代遅れであるとの認識が現れており、これに代わる蒸気鉄道の敷設計画も持ち上がっていた。茂原から長南を経由して鶴舞町に至る免許を取得した「南総鉄道」が、1930年（昭和5年）に茂原-笠森寺間で開業。町域には長南元宿駅、長南駅、上総蔵持駅といった駅が置かれた。しかし南総鉄道は経営不振のために1939年（昭和14年）に廃止された。

### バス
1917年（大正6年）に創立された小湊鉄道はバス路線を運営し、長南もその路線の一部に組み込まれた（1932年（昭和7年）頃には、長南-千葉、長南-茂原を結ぶ路線があった）。
南総鉄道は自動車部門を持ち、鉄道部門の廃止後も「笠森自動車」として運営を続けたが、1944年（昭和19年）、戦時統合により小湊鉄道に統合された（『続長柄町史』によれば、袖ケ浦自動車会社（小湊鉄道傘下）に買収されたのち1944年に小湊バスに統合とある）。1944年、笠森にあった南総鉄道本社跡に「小湊バス茂原営業所笠森車庫」が置かれたが、1971年に「長南車庫」に移転している（小湊鉄道長南営業所も参照）。

## 人物

### 著名な出身者
- 渡辺辰五郎 - 1844年、矢貫村仲宿生まれ[8]。和洋裁縫伝習所（現・東京家政大学）、共立女子職業学校（現・共立女子大学）を創立[26]。
- 田中豊 - 1894年生まれ。実業家、政治家（衆議院議員）。